# Euphaedra viridinotata
Euphaedra viridinotata är en fjärilsart som beskrevs av Butler 1871. Euphaedra viridinotata ingår i släktet Euphaedra och familjen praktfjärilar. Inga underarter finns listade i Catalogue of Life.